# Akiko Kiso
Pour les articles homonymes, voir Kiso (homonymie).
Akiko Kiso est un nom japonais traditionnel ; le nom de famille (ou le nom d'école), Kiso, précède donc le prénom (ou le nom d'artiste).
Akiko Kiso (木曽 明子, Kiso Akiko), née en 1936, est une chercheuse japonaise spécialisée dans la littérature classique grecque. Elle est professeure émérite à l'université d'Osaka. C'est la première universitaire japonaise à avoir publié sur Sophocle. Elle a notamment tenté de reconstruire les pièces perdues des Épigones et de Tereus. Elle a aussi travaillé sur des approches comparatives de la tragédie grecque en mettant l'accent sur le théâtre classique japonais.

## Biographie
Kiso est née en Mandchourie en 1936.
En 1987, elle obtient son doctorat à la Faculté des Lettres de l'Université de Kyoto, avec pour thèse Les œuvres dissipatives de Sophocle. Ancienne élève de Chiaki Matsudaira (ja), elle travaille jusqu'en 1997 comme professeur à la faculté des arts libéraux de l'université d'Osaka. Elle est ensuite nommée professeure à l'Institut de technologie de Kitami avant de prendre sa retraite en 2002. La même année, elle retourne à l'université d'Osaka en tant que professeure émérite.
Experte de Sophocle, Akiko Kiso est la première universitaire japonaise à publier son travail. En 1984, elle publie The Lost Sophocles, qui revisite les fragments d’œuvres perdues du dramaturge grec. Le livre comprend des reconstitutions des pièces Les Épigones et Tereus. Elle soutient notamment que, comme Ulysse apparaît de manière récurrente dans les fragments des pièces perdues, Sophocle devait en avoir fait un de ses personnages principaux. Ce livre a été discuté en relation avec les recherches sur Athéna et la justice de Rebecca Futo Kennedy. Justina Gregory le décrit comme un ouvrage qui "a créé de nouvelles questions" sur l'utilisation des fragments sophocléens.
Kiso a collaboré de manière significative avec Mae J. Smethurst, spécialiste américaine de la littérature classique, d'abord pour la traduction en japonais de The Artistry of Aeschylus and Zeami, puis pour l'ouvrage de Smethurst Dramatic Action in Greek Tragedy and Noh : Reading with and Beyond Aristotle, qu'elle a également traduit en japonais. Cet ouvrage compare la tragédie grecque avec le nô, une forme japonaise de théâtre dansé.

## Publications sélectives
- Kiso, Akiko. "From Tragedy to Comedy The Dramaturgy of Euripides' Ion." 西洋古典論集 14 (1996): 131-136[10].
- Kiso, Akiko. "The Artistry of Aeschylus and Zeami: A Comparative Study of Greek Tragedy and No." The American Journal of Philology (1991): 552-555[11].
- The Lost Sophocles (New York: Vantage Press, 1984)[12]
- Kiso, Akiko. "Notes on Sophocles’ Epigoni." Greek, Roman, and Byzantine Studies 18.3 (1977): 207-226[13].
- Kiso, Akiko. "Sophocles, Aleadae: a Reconstruction." Greek, Roman, and Byzantine Studies 17.1 (1976): 5-21[14].
- Kiso, Akiko. "Sophocles'" Phaedra" and the Phaedra of the "First Hippolytus"." Bulletin of the Institute of Classical Studies 20 (1973): 22-36[15].